# Ogród Botaniczny Uniwersytetu Jagiellońskiego

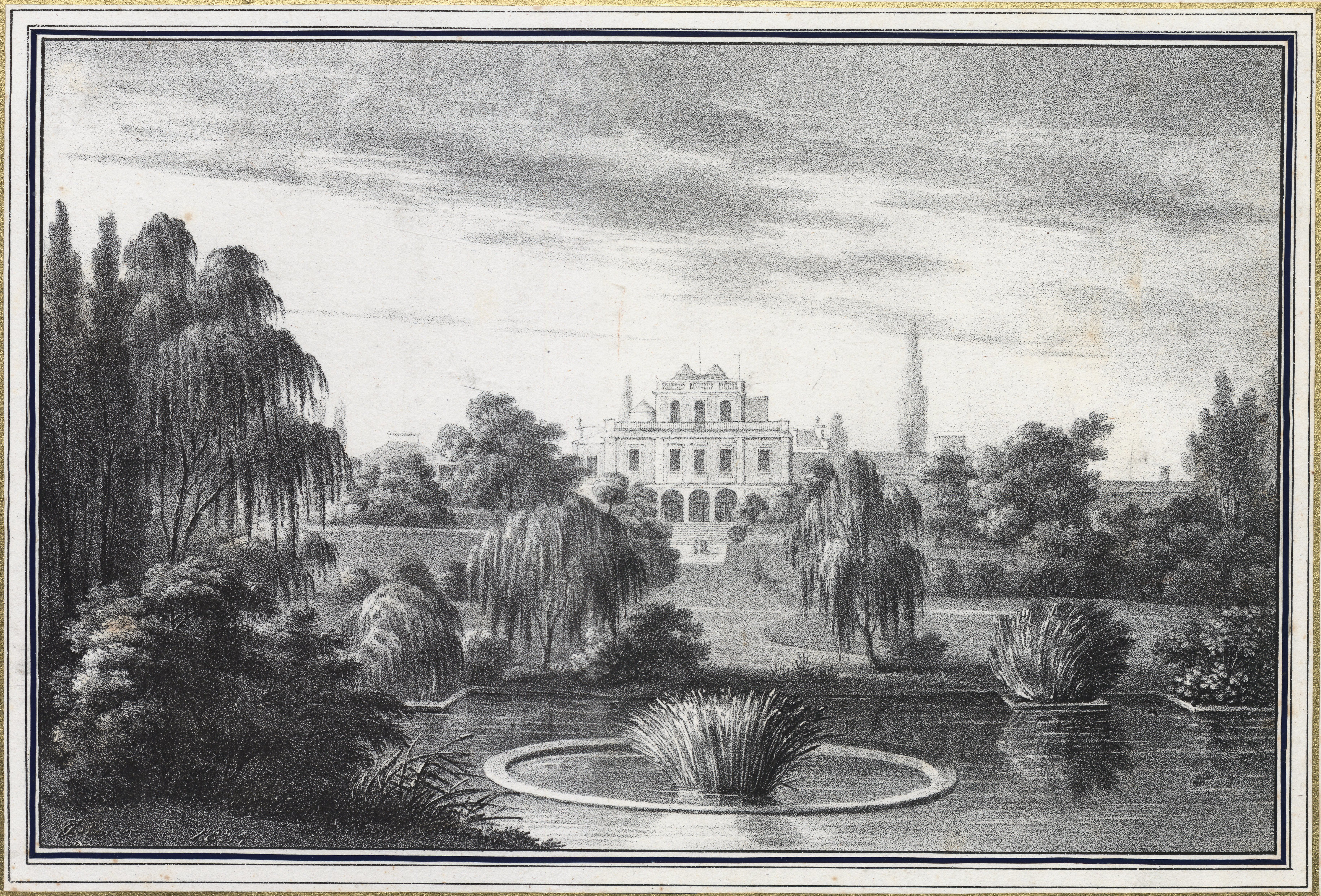
Widok ogrodu w 1834 r. na litografii Jana Feliksa Piwarskiego

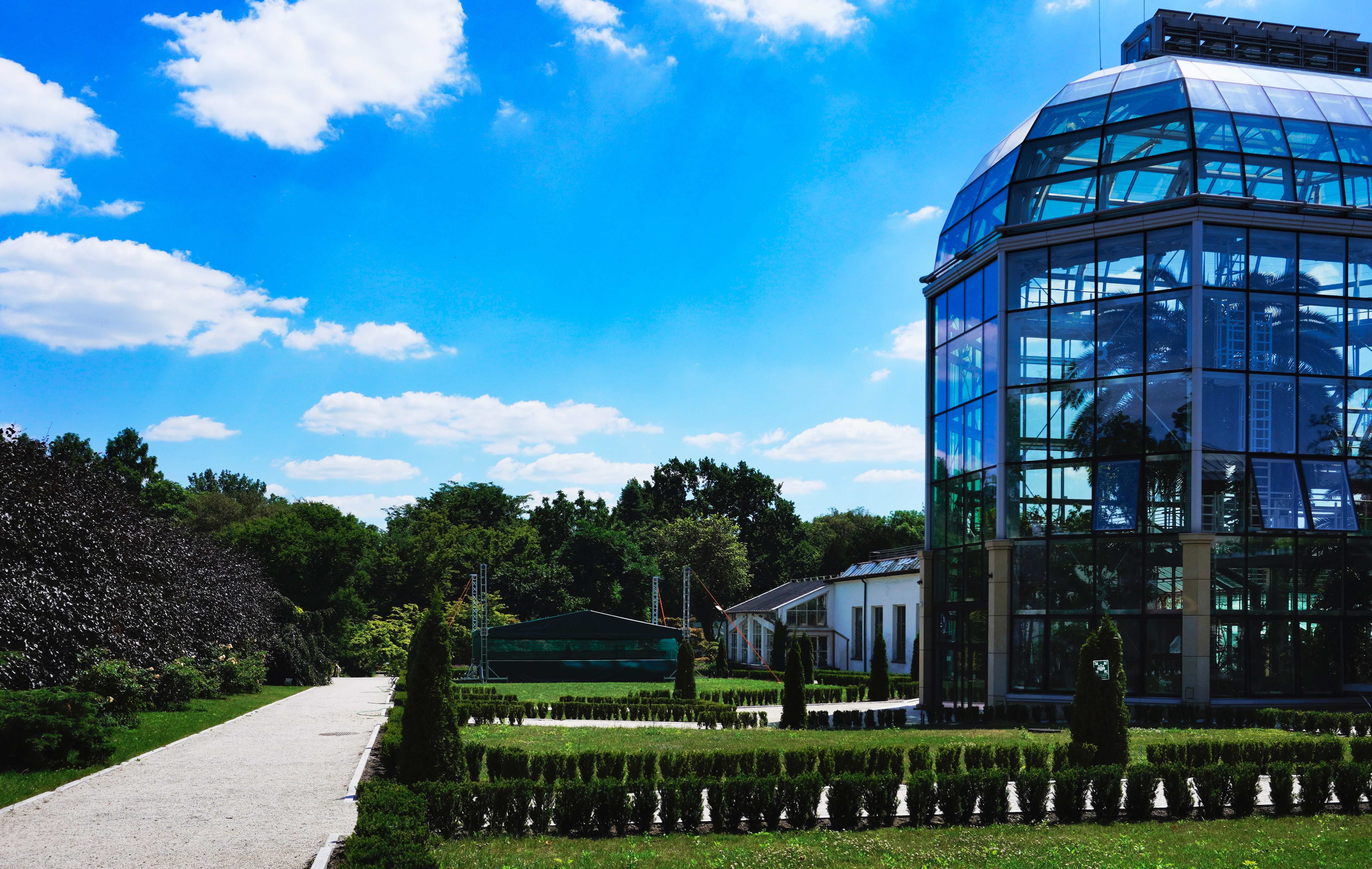
Widok od ulicy Kopernika

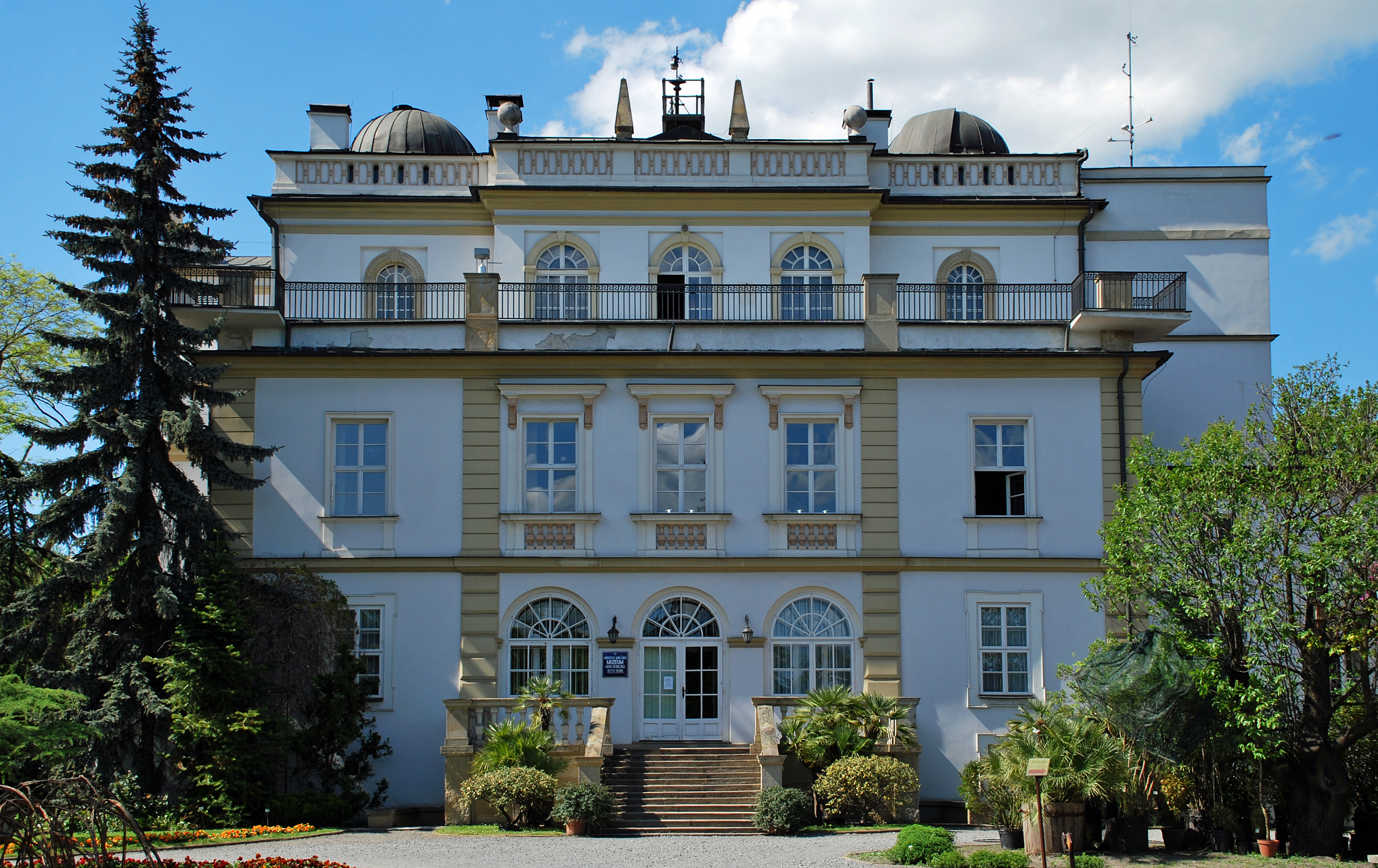
Collegium Śniadeckiego

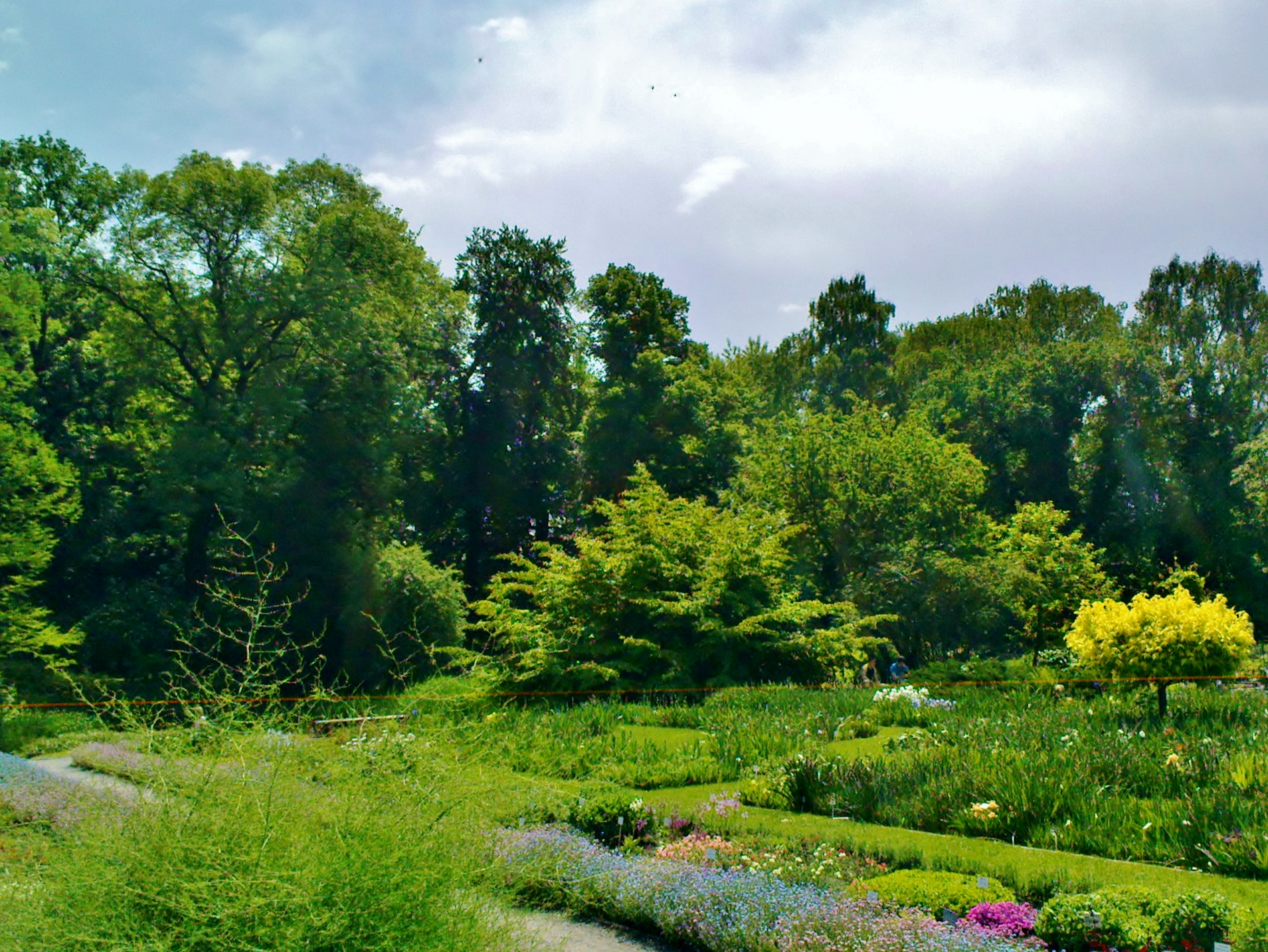
Główna alejka ogrodu botanicznego przy Collegium Śniadeckiego UJ

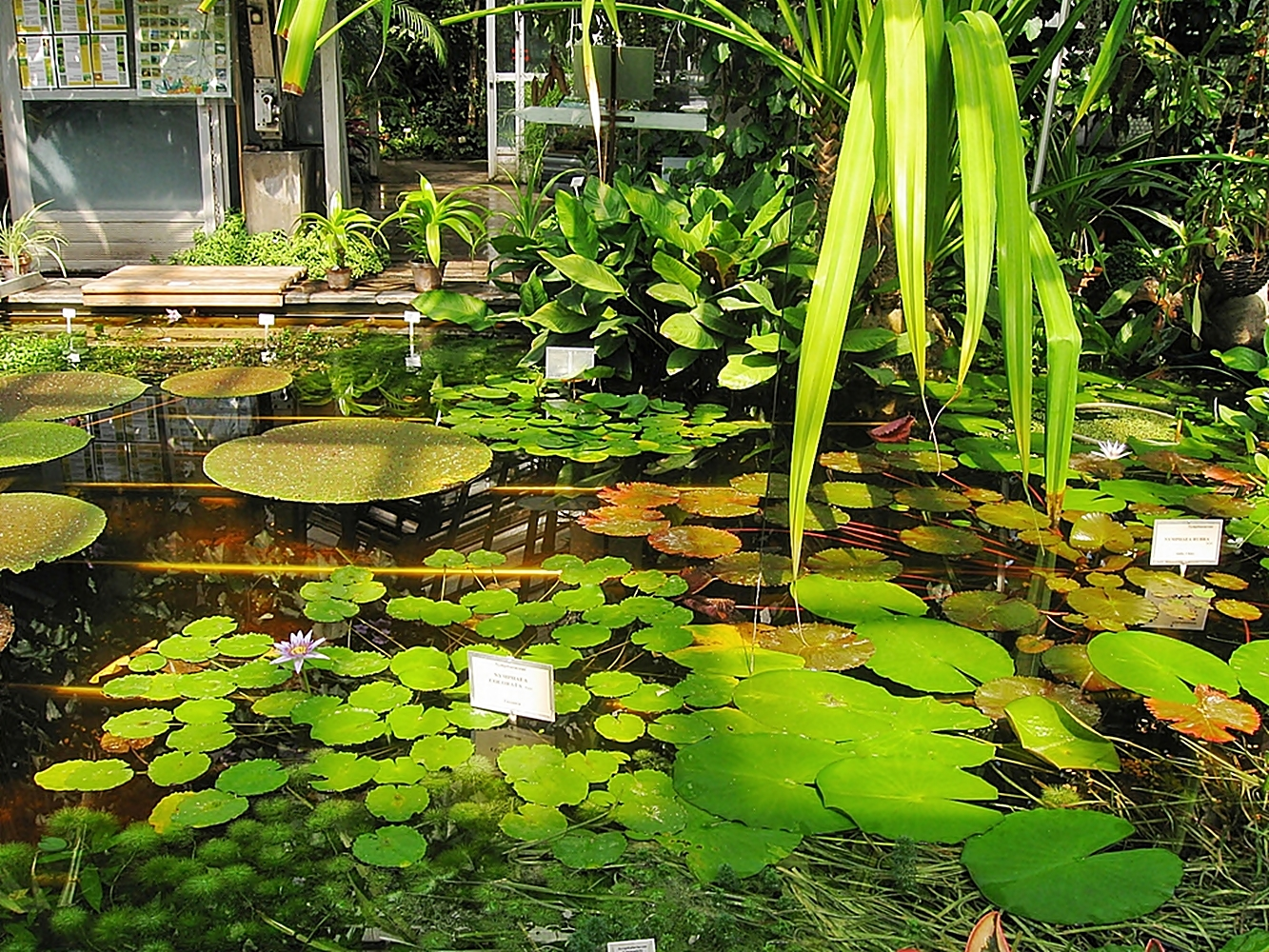
Szklarnia

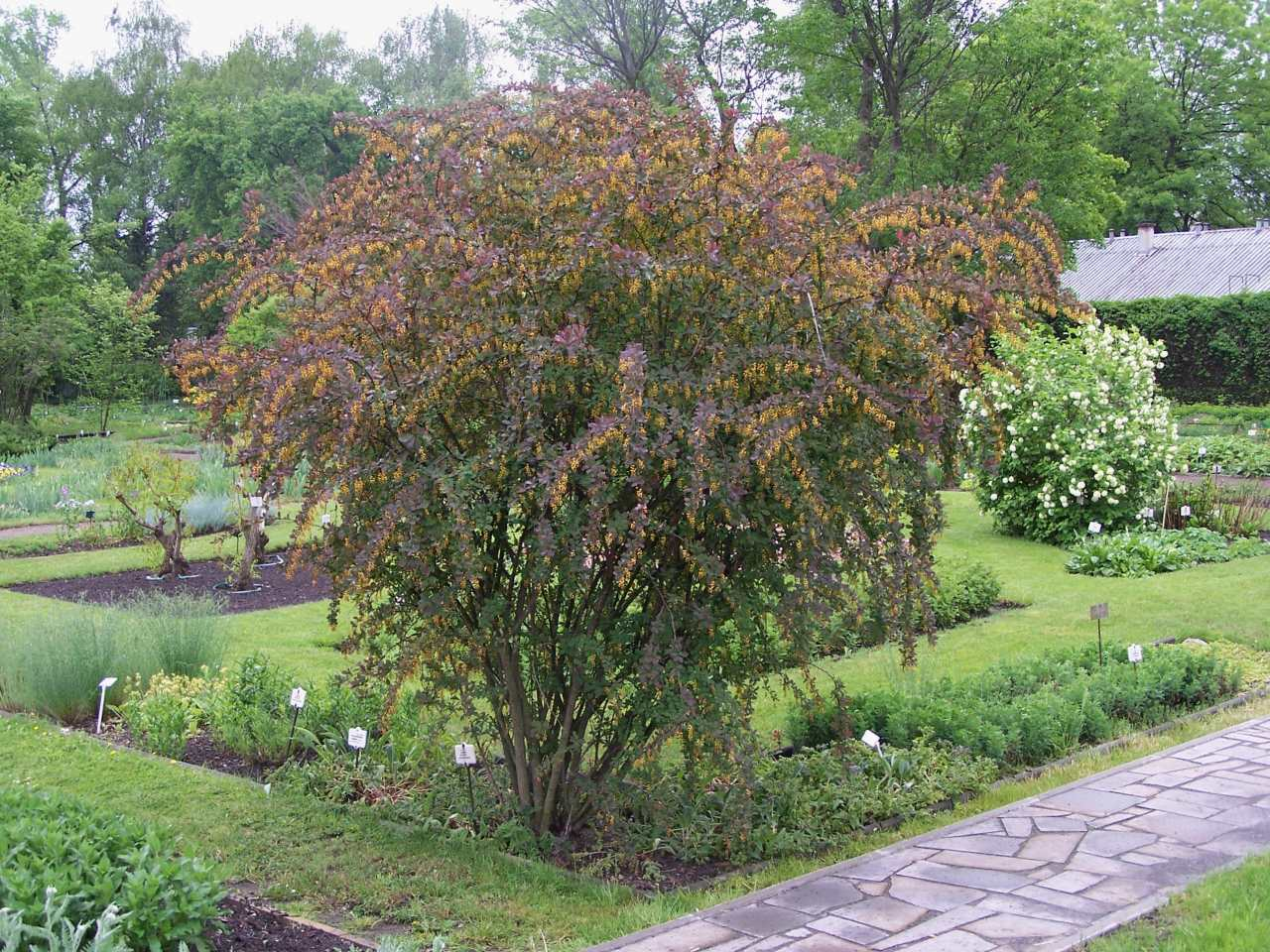
Przednia część ogrodu

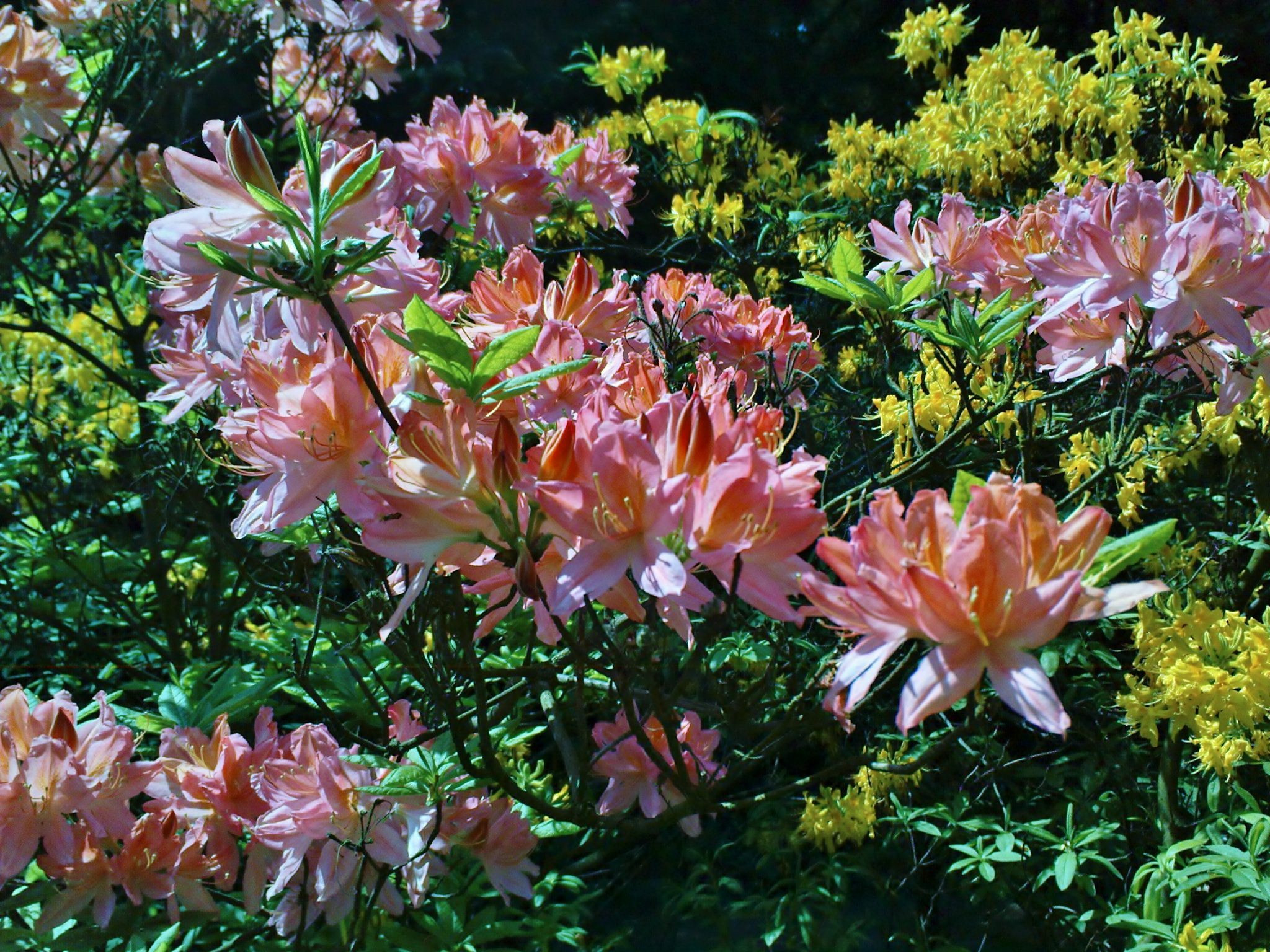
Kwitnące rododendrony

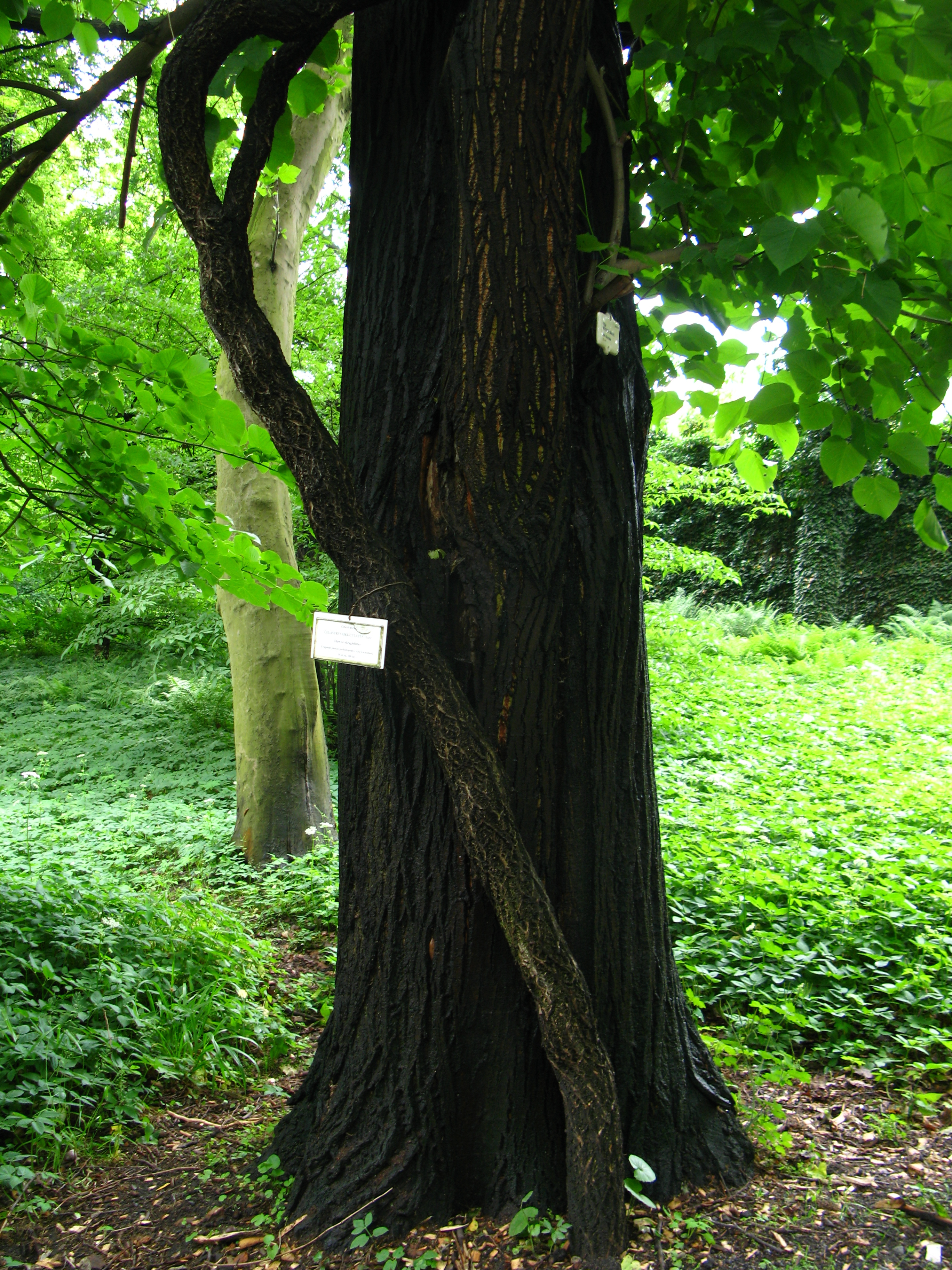
Około 100 letni nieżywy dławisz okrągłolistny na lipie Tilia x moltkei w Ogrodzie Botanicznym w Krakowie

Ogród Botaniczny Uniwersytetu Jagiellońskiego (łac. Hortus Botanicus Universitatis Jagellonicæ) – zabytkowy ogród botaniczny znajdujący się w Krakowie, w dzielnicy II Grzegórzki przy ul. M. Kopernika 27, na Wesołej.
Założony w 1783 według projektu Franciszka Kaisera, jest najstarszym ogrodem botanicznym w Polsce i jako całość ma charakter muzealny. Zajmuje powierzchnię 9,6 ha.

## Historia
Nauka botaniki na potrzeby medycyny wykładana była na Uniwersytecie Jagiellońskim od końca XVI wieku. Jednak uczelnia nie posiadała ogrodu badawczego. Zapis dr. Kazimierza Stepkowskiego (rektor uczelni) w 1756 r. w wysokości 5 tys. złotych umożliwił wstępne prace przy założeniu ogrodu. Ogród Botaniczny Uniwersytetu Jagiellońskiego w Krakowie, założony został w 1783 r. i jest obecnie najstarszym w Polsce.
Krakowski ogród botaniczny powstał na miejscu ogrodu rodziny Czartoryskich, zakupionego w 1752 przez jezuitów. Po kasacie zakonu został on przekazany Komisji Edukacji Narodowej, która w ramach reformy Akademii Krakowskiej założyła ogród botaniczny jako zakład pomocniczy katedry chemii i historii naturalnej. Obszar, obejmujący początkowo ok. 2,4 ha zaprojektowano jako park barokowy typu francuskiego, w obrębie którego urządzono kolekcje roślin leczniczych oraz ozdobnych. Organizacją ogrodu zajmował się Jan Dominik Jaśkiewicz (1749–1809). W roku 1783 ruszyły prace przygotowawcze, a w 1787 r. postawiono pierwsze szklarnie. Obszar ogrodu powiększano kilkukrotnie. Swą obecną powierzchnię ok. 9,6 ha uzyskał w latach pięćdziesiątych XX wieku. Najwcześniejszy kompleks szklarniowy „Victoria”, którego część stoi w miejscu najstarszych szklarni został przebudowany w XIX i XX wieku, a w latach 1993–1998 poddano go rekonstrukcji. W 1882 r. wybudowano palmiarnię istniejącą do 1969 r. W 1966 r. oddano do użytku palmiarnię „Jubileuszową” wraz z zespołem szklarni tropikalnych. Z 1954 r. pochodzi „Holenderka” – niska cieplarnia zawierająca m.in. zbiory storczyków.
W latach 1788–1792 zbudowany został gmach Obserwatorium Astronomicznego (przebudowany w 1858–1859). W obserwatorium pracował Jan Śniadecki, znany krakowski matematyk i astronom, a także astronom Tadeusz Banachiewicz. Obecnie w budynku zwanym Collegium Śniadeckiego mieści się Instytut Botaniki UJ. W 1792 na terenie ogrodu powstała jedna z najstarszych stacji meteorologicznych na terenie Polski. Posiada ona nieprzerwaną serię pomiarową od 1825. Pierwotnie w miejscu tym rozciągała się jurydyka Wesoła, założona w 1639 r. przez Katarzynę Zamoyską, która sama nadała jej taką właśnie nazwę. Prawdopodobnie już w okresie renesansu istniała tu rozległa podmiejska posiadłość z niewielkim pałacykiem typu „villa suburbana”. Rezydencję otaczał geometryczny, kwaterowy park, w którego południowej części przebiegał kanał wodny z dawnego starorzecza. Książęta Czartoryscy uczynili z niej jeden z najładniejszych podkrakowskich pałaców. Przebudowy gmachu na potrzeby Obserwatorium Astronomicznego dokonano według projektu warszawskiego architekta Stanisława Zawadzkiego, a nad jego realizacją czuwał Feliks Radwański. Budowla otrzymała umieszczone na dachu kopuły obserwacyjne („postrzegalnie”), a wysokie sale na parterze przeznaczono na potrzeby Ogrodu Botanicznego (m.in. mieszkali tam jego dyrektorzy). W latach 1829–1833 znajdujący się po prawej stronie pałacu domek ogrodnika przebudowano na siedzibę kancelarii Ogrodu. Mieszczące się po lewej stronie dawne stajnie dworskie przekształcono natomiast na mieszkania dla służby ogrodowej. Kolejna przebudowa miała miejsce w 1859 r., kiedy to dawny pałac został uformowany w stylu klasycyzmu. Z okolic pałacu w 1 kwietnia 1784 r. odbył się słynny wzlot balonu, zorganizowany przez J. Śniadeckiego i J. Jaśkiewicza.
Od połowy XIX wieku, głównie za sprawą botanika Józefa Warszewicza (1812-1866) podróżnika po Ameryce Środkowej i Południowej, zaczyna być rozwijana kolekcja roślin storczykowatych. Dzisiaj jest ona najstarszą i największą kolekcją tego typu w Polsce, z około 500 gatunkami.
Stan kolekcji ulegał zmianom w zależności od sytuacji politycznej kraju i warunków rozwoju nauki w Uniwersytecie Jagiellońskim. Pod koniec XVIII wieku w ogrodzie znajdowało się około 3 tys. gatunków roślin, głównie użytkowych. Kolekcja roślin podupadła na początku XIX wieku i dopiero w latach 20. XIX wieku pod kierunkiem Alojzego Estreichera (1786-1852) została odbudowana. Szczególną sławę zyskał Ogród w latach 60. XIX wieku za czasów Ignacego Rafała Czerwiakowskiego (1808–1882). Zbiory podupadły pod koniec XIX wieku i dopiero Marian Raciborski (1863–1917), badacz flory Polski i Jawy rozpoczął ich odnowę na początku XX wieku (założył nowe alpinarium, dział genetyki i zmienności roślin). Swój obecny wygląd ogród zawdzięcza Władysławowi Szaferowi (1886–1970), jednemu z polskich botaników. W latach 1991–2013 dyrektorem był Bogdan Zemanek, za którego kierownictwa przeprowadzono remonty szklarni, kotłowni, Collegium Śniadeckiego i bocznych budynków.
W 1976 Ogród Botaniczny UJ wpisany został do rejestru zabytków, jako cenny obiekt przyrody, pomnik historii nauki, sztuki ogrodniczej i kultury.
W dniu 26 maja 1983 r. w czasie uroczystości jubileuszu 200-lecia Ogrodu Botanicznego UJ otwarto stałą ekspozycję według scenariusza Alicji Zemanek i projektu plastycznego Jerzego Świecimskiego. W 1983 r. powstała ogólnopolska Sekcja Historii Botaniki Polskiego Towarzystwa Botanicznego, z siedzibą i programem badawczym sprzężonym z działalnością Muzeum.

## Działy i kolekcje roślinne
Obecnie w Ogrodzie Botanicznym UJ znajduje się około 5000 gatunków i odmian roślin z całego świata, w tym prawie 1000 gatunków drzew i krzewów i ponad 2000 gatunków i odmian roślin szklarniowych. Arboretum, czyli parkowa część Ogrodu, skupia kolekcję drzew i krzewów i zajmuje największą powierzchnię. Częściowo skomponowane jest jako park krajobrazowy, a częściowo jako grupy tematyczne – geograficzne lub ozdobne. Kolekcja roślin drzewiastych liczy ok. 1000 gatunków i odmian, najcenniejsze grupy to klony oraz dęby. Wśród wielu pięknych i znakomitych roślin króluje mający około 230 lat „Dąb Jagielloński” – dąb szypułkowy Quercus robur. Obszar Ogrodu Botanicznego podzielony jest na kilka działów:
- Kolekcje roślin tropikalnych – szklarnie
  - Victoria – nazwa pochodzi od wiktorii królewskiej Victoria amazonica rosnącej w basenie
  - Jubileuszowa – zbudowana z okazji jubileuszu 600-lecia Uniwersytetu Jagiellońskiego w 1964 r.
  - Holenderka – nazwa oznacza typ szklarni
- Rośliny gruntowe
  - Rośliny biblijne
  - Arboretum
  - Systematyka roślin
  - Biologia roślin
  - Rośliny chronione
  - Alpinarium
  - Rośliny lecznicze i inne użytkowe
  - Rośliny ozdobne
  - Rośliny wodne

## Popiersia na terenie ogrodu
- Popiersie Józefa Warszewicza – autor Franciszek Wyspiański
- Popiersie Mariana Raciborskiego – autor Tadeusz Błotnicki
- Popiersie Władysława Szafera – autor Antoni Hajdecki[12].

## Pomniki przyrody
Wśród roślin w ogrodzie botanicznym i w szklarni 11 jest wpisanych na listę pomników przyrody w Krakowie (stan na 2022 rok).
Są to: miłorząb dwuklapowy (dwa okazy), dąb węgierski, cypryśnik błotny, dereń jadalny (dwa okazy), metasekwoja chińska, dąb szypułkowy, daktylowiec kanaryjski, sagowiec podwinięty, stangeria dziwna.

## Dyrektorzy i kierownicy ogrodu botanicznego w Krakowie
- Jan Dominik Jaśkiewicz (1749–1809) – polski chemik, geolog i mineralog; pierwszy dyrektor
- Franciszek Scheidt (1759–1807) – botanik i fizyk
- Suibert Burchard Schivereck (1742–1806), Joseph August Schultes (1773–1831), Baltazar Hacquet (1739–1815), Józef August Rhodius – profesorowie austriaccy i niemieccy
- 1809–1843 Alojzy Rafał Estreicher (1786–1852) – botanik i entomolog polski[14]
- 1843–1878 Ignacy Rafał Czerwiakowski (1808–1882) – botanik, lekarz[14]
- 1878–1910 Józef Rostafiński (1850–1928) – botanik i humanista, badacz glonów i śluzowców oraz dziejów polskiego nazewnictwa przyrodniczego[14]
- Józef Piotr Brzeziński (1862–1939) – Prezes Krakowskiego Towarzystwa Ogrodniczego, zastępca dyrektora Ogrodu Botanicznego UJ
- Emil Godlewski senior (1847–1930) – pionier polskiej fizjologii roślin
- Edward Janczewski-Glinka (1846–1918) – anatom i systematyk
- 1912–1917 – Marian Raciborski (1863–1917) – botanik, badacz flory Polski
- 1918–1960 – Władysław Szafer (1886–1970)
- Wilhelm Gustav Franz Herter – sprawował funkcję kierownika w okresie okupacji
- 1960–1965 – Bogumił Pawłowski (1898–1971) – znawca szaty roślinnej europejskich gór
- 1965–1967 – Bronisław Szafran (1897–1968) – badacz mszaków
- 1967–1970 – Wanda Wróbel-Stermińska (1911–1983)
- 1970–1973 – Jan Walas (1903–1991) – geograf roślin i fitosocjolog
- 1973–1991 – Kazimierz Szczepanek – paleobotanik, badacz flor kopalnych czwartorzędu
- 1991–2013 – Bogdan Zemanek – botanik, specjalista od fitogeografii, ekologii i taksonomii roślin
- 2013–2020 – Józef Mitka – botanik, specjalista od taksonomii i ekologii roślin
- 2020 – Michał Węgrzyn – lichenolog, ekolog obszarów polarnych[15]

## Udostępnianie
Ogród botaniczny jest otwarty dla zwiedzających przez cały rok. Szklarnie i muzeum są zamknięte w poniedziałki. Wstęp jest płatny.